# Oscaruddelingen 1970
Oscaruddelingen 1970 var den 42. oscaruddeling, hvor de bedste film fra 1969 blev hædret af Academy of Motion Picture Arts and Sciences. Uddelingen blev afholdt 7. april 1970 i Dorothy Chandler Pavilion i Los Angeles, Californien, USA. For andet år i træk var der ingen officiel vært. Priser blev uddelt af sytten "Friends of Oscar": Bob Hope, John Wayne, Barbra Streisand, Fred Astaire, Jon Voight, Myrna Loy, Clint Eastwood, Raquel Welch, Candice Bergen, James Earl Jones, Katharine Ross, Cliff Robertson, Ali MacGraw, Barbara McNair, Elliott Gould, Claudia Cardinale, og Elizabeth Taylor.

## Priser
Vinderne står øverst i fed skrift og ().
| Bedste film | Bedste instruktør |
| --- | --- |
| - Midnight Cowboy – Jerome Hellman, producer - Anne, dronning i tusind dage – Hal B. Wallis, producer - Butch Cassidy and the Sundance Kid – John Foreman, producer - Hello, Dolly! – Ernest Lehman, producer - Z – Jacques Perrin og Ahmed Rachedi, producers | - John Schlesinger – Midnight Cowboy - Arthur Penn – Alice's Restaurant - George Roy Hill – Butch Cassidy and the Sundance Kid - Sydney Pollack – Jamen, man skyder da heste? - Costa-Gavras – Z |
| Bedste mandlige hovedrolle | Bedste kvindelige hovedrolle |
| - John Wayne – De frygtløse som Rooster Cogburn - Richard Burton – Anne, dronning i tusind dage som Henrik 8. af England - Dustin Hoffman – Midnight Cowboy som Enrico "Ratso" Rizzo - Peter O'Toole – Farvel, Mr. Chips som Arthur Chipping - Jon Voight – Midnight Cowboy som Joe Buck | - Maggie Smith – Miss Brodies bedste år som Jean Brodie - Geneviève Bujold – Anne, dronning i tusind dage som Anne Boleyn - Jane Fonda – Jamen, man skyder da heste? som Gloria Beatty - Liza Minnelli – Pigen Pookie som Mary Ann "Pookie" Adams - Jean Simmons – Happy Ending som Mary Wilson |
| Bedste mandlige birolle | Bedste kvindelige birolle |
| - Gig Young – Jamen, man skyder da heste? som Rocky - Rupert Crosse – The Reivers som Ned - Elliott Gould – Bob & Carol & Ted & Alice som Ted - Jack Nicholson – Easy Rider som George Hanson - Anthony Quayle – Anne, dronning i tusind dage som Thomas Wolsey | - Goldie Hawn – Kaktusblomsten som Toni Simmons - Catherine Burns – Last Summer som Rhoda - Dyan Cannon – Bob & Carol & Ted & Alice som Alice Henderson - Sylvia Miles – Midnight Cowboy som Cass - Susannah York – Jamen, man skyder da heste? som Alice LeBlanc |
| Bedste Originale Manuskript | Bedste Filmatisering |
| - Butch Cassidy and the Sundance Kid – William Goldman - Bob & Carol & Ted & Alice – Paul Mazursky og Larry Tucker - The Damned – Historie af Nicola Badalucco; Manuskript af Nicola Badalucco, Enrico Medioli, og Luchino Visconti - Easy Rider – Peter Fonda, Dennis Hopper og Terry Southern - The Wild Bunch – Historie af Walon Green og Roy N. Sickner; Manuskript af Walon Green og Sam Peckinpah | - Midnight Cowboy – Waldo Salt baseret på roman af James Leo Herlihy - Anne, dronning i tusind dage – Manuskript af John Hale og Bridget Boland; Tilpasning af Richard Sokolove baseret på skuespillet af Maxwell Anderson - Goodbye, Columbus – Arnold Schulman baseret på roman by Philip Roth - Jamen, man skyder da heste? – James Poe og Robert E. Thompson baseret på roman af Horace McCoy - Z – Jorge Semprun og Costa-Gavras baseret på roman af Vassilis Vassilikos |
| Bedste dokumentarfilm | Bedste kortdokumentar |
| - Arthur Rubinstein – The Love of Life - Before the Mountain Was Moved - In the Year of the Pig - Olimpiada en México - The Wolf Men | - Czechoslovakia 1968 – Denis Sanders og Robert M. Fresco - An Impression of John Steinbeck: Writer - Jenny Is a Good Thing - Leo Beuerman - The Magic Machines |
| Bedste kortfilm | Bedste Korte Animationsfilm |
| - The Magic Machines – Joan Keller Stern - Blake – Doug Jackson - People Soup – Marc Merson | - It's Tough to Be a Bird – Ward Kimball - Of Men and Demons – John Hubley og Faith Hubley - Walking – Ryan Larkin |
| Bedste Originale Musik | Bedste Bearbejdede Musik |
| - Butch Cassidy and the Sundance Kid – Burt Bacharach - Anne, dronning i tusind dage – Georges Delerue - The Reivers – John Williams - The Secret of Santa Vittoria – Ernest Gold - The Wild Bunch – Jerry Fielding | - Hello, Dolly! – Tilpasning score af Lennie Hayton og Lionel Newman - Farvel, Mr. Chips – Musik og tekster af Leslie Bricusse; Tilpasning score af John Williams - Paint Your Wagon – Tilpasning score af Nelson Riddle - Sweet Charity – Tilpasning score af Cy Coleman - Jamen, man skyder da heste? – Tilpasning score af Johnny Green og Albert Woodbury |
| Bedste sang | Bedste lyd |
| - Butch Cassidy and the Sundance Kid – Burt Bacharach og Hal David for "Raindrops Keep Fallin' on My Head" - "Come Saturday Morning" — Pigen Pookie • Musik af Fred Karlin • Tekst af Dory Previn - "Jean" — Miss Brodies bedste år • Musik og tekst af Rod McKuen - "True Grit" — De frygtløse • Musik af Elmer Bernstein • Tekst af Don Black - "What Are You Doing the Rest of Your Life?" — Happy Ending • Musik af Michel Legrand • Tekst af Alan and Marilyn Bergman | - Hello, Dolly! – Jack Solomon og Murray Spivack - Anne, dronning i tusind dage – John Aldred - Butch Cassidy and the Sundance Kid – William Edmondson og David Dockendorf - Gaily, Gaily – Robert Martin og Clem Portman - Marooned – Les Fresholtz og Arthur Piantadosi |
| Bedste udenlandske film | Bedste kostumer |
| - Z (Algeriet) - Ådalen 31 (Sverige) - Battle of Neretva (Jugoslavien) - Brødrene Karamazov (Sovjetunionen) - My Night at Maud's (Frankrig) | - Anne, dronning i tusind dage – Margaret Furse - Gaily, Gaily – Ray Aghayan - Hello, Dolly! – Irene Sharaff - Sweet Charity – Edith Head - Jamen, man skyder da heste? – Donfeld |
| Bedste scenografi | Bedste fotografering |
| - Hello, Dolly! – Art Direction: John DeCuir, Jack Martin Smith, og Herman A. Blumenthal; Sæt dekoration: Walter M. Scott, George James Hopkins, og Raphaël Bretton - Anne, dronning i tusind dage – Art Direction: Maurice Carter og Lionel Couch; Sæt dekoration: Patrick McLoughlin - Gaily, Gaily – Art Direction: Robert F. Boyle og George B. Chan; Sæt dekoration: Edward G. Boyle og Carl Biddiscombe - Sweet Charity – Art Direction: Alexander Golitzen og George C. Webb; Sæt dekoration: Jack D. Moore - Jamen, man skyder da heste? – Art Direction: Harry Horner; Sæt dekoration: Frank R. McKelvy | - Butch Cassidy and the Sundance Kid – Conrad Hall - Anne, dronning i tusind dage – Arthur Ibbetson - Bob & Carol & Ted & Alice – Charles Lang - Hello, Dolly! – Harry Stradling (postume nominering) - Marooned – Daniel L. Fapp |
| Bedste klipning | Bedste visuelle effekter |
| - Z — Françoise Bonnot - Hello, Dolly! — William H. Reynolds - Midnight Cowboy — Hugh A. Robertson - The Secret of Santa Vittoria — William Lyon og Earle Herdan - Jamen, man skyder da heste? — Fredric Steinkamp | - Marooned – Robbie Robertson - Krakatoa, East of Java – Eugène Lourié og Alex Weldon |